# Gmina związkowa Lambrecht (Pfalz)
Gmina związkowa Lambrecht (Pfalz) (niem. Verbandsgemeinde Lambrecht (Pfalz)) – gmina związkowa w Niemczech, w kraju związkowym Nadrenia-Palatynat, w powiecie Bad Dürkheim. Siedziba gminy związkowej znajduje się w mieście Lambrecht (Pfalz).

## Podział administracyjny
Gmina związkowa zrzesza siedem gmin, w tym jedną gminę miejską (Stadt) oraz sześć gmin wiejskich:
1. Elmstein
2. Esthal
3. Frankeneck
4. Lambrecht (Pfalz)
5. Lindenberg
6. Neidenfels
7. Weidenthal